# 増穂残口
増穂 残口（ますほ ざんこう/のこぐち、1655年（明暦元年）‐ 1742年10月24日（寛保2年9月26日））は、江戸時代中期に活躍した神道家、国学者、戯作者である。通称は、増穂最中等。号は似切斎、太仲。本姓は竹中氏といわれている。

## 経歴・人物
豊後の松岡（現在の大分市）に生まれ近衛氏に仕えたが、後に浄土宗・日蓮宗の僧となった。
その後上京し、江戸で谷中感応寺の住職となったが、江戸幕府が制定した不受布施派の禁令により、1715年（正徳5年）に還俗した。還俗後は上洛し、卜部家の神道家に転向し朝日神社の神職となった。神道家に転向後は、男女の愛情平等や、儒教や仏教を排して神道の思想復興等を主張した著作物を多く出版した。
残口が出版した著作物は後に「残口流」と呼ばれ、戯作に関する著作物に強い影響を受けた。

## 主な著作物
- 『艶道通鑑』

- 『異理和理合鏡』

等他6部書と合わせて「残口八部書」と呼ばれている。